# Renato Rinino
Renato Rinino (Savona, 24 novembre 1962 – Pietra Ligure, 12 ottobre 2003) è stato un criminale italiano.
Noto anche come Renè o Lupin della Riviera, è diventato famoso in tutto il mondo per avere rubato alcuni gioielli della corona britannica nel 1994.

## Biografia

### Infanzia e adolescenza
Renato Rinino nasce a Savona nel 1962. È stato definito il "ladro gentiluomo", in quanto sempre fedele alla propria natura e con una capacità innata di far scomparire le cose. La sua carriera di ladro seriale inizia all'asilo, quando ruba una trombetta giocattolo. Sin da ragazzino, all'epoca delle bande giovanili a Savona, si rende noto nel mondo della piccola criminalità, compiendo reati contro il patrimonio di lieve entità.
Il primo vero e proprio colpo Rinino lo mette a segno quando ha otto anni: il bottino è costituito da un portafogli preso da una cabina balneare per comprarsi le biglie che non si poteva permettere. Nell'aprile 1974, all'età di undici anni, viene rinchiuso nella nave scuola Nicolò Garaventa, da molti considerata come la peggiore dell'intero Paese; con lui ci sono i peggiori delinquenti che l'Italia poteva annoverare.
Entrato nel "tunnel" della droga, riesce a disintossicarsi, ma la forza di volontà che lo aiuta a staccarsi dall'eroina non gli è sufficiente per uscire dal "tunnel" della sua attività criminale. Pur ricevendo offerte per svolgere lavori onesti, si dedica completamente ai furti e ai borseggi, assecondando – a sua dire – la propria attitudine naturale. Sul serbatoio della sua Harley fa incidere Arsenio Lupin a lettere cubitali. Ha sempre sostenuto che il ladro gentiluomo è il suo ispiratore e il suo maestro. Una notte ruba nella casa di un pensionato, che poi si dispera sulle pagine dei giornali. Rinino gli restituisce la refurtiva; infila il denaro rubato in una busta e la lascia in una cassetta delle lettere.

### Gioventù
Noto agli ambienti giudiziari, riporta diverse condanne per i furti commessi e sconta i relativi periodi di detenzione. Nel 1987, già sorvegliato speciale, forza un posto di blocco a Celle Ligure e viene arrestato. Dopo un furto nel 1989 ad Imperia restitusce la refurtiva alla signora anziana derubata con, in aggiunta, 6 milioni di lire per scusarsi avendo scoperto che l'anziana donna si trova in difficoltà economiche e tutto quello che aveva le era stato rubato. Nel 1991 viene arrestato con refurtiva per 30 milioni di lire dopo aver svaligiato un appartamento a Pietra Ligure. Segue, nella prima metà degli anni novanta, un'accelerazione, una progressione geometrica di furti, bella vita, donne e champagne che lo condurrà spesso in galera. All'età di trentotto anni ne ha già trascorsi sedici tra riformatorio e carcere.
Il suo nome è fra gli indagati dell'operazione Nettuno, un blitz antidroga dei primi anni novanta. Nel febbraio 1996 nella casa di Rinino la polizia scopre un tesoro: gioielli, pellicce, statutette e anfore antiche, impianti hi-fi, argenteria antica, icone, macchine fotografiche, monete da collezione, decine di braccialetti, croci, pietre preziose, una serie di orologi da taschino, penne stilografiche, una notevole somma di denaro in contanti e merce ricettata per un valore complessivo che supera i cento milioni di lire. Oltre al tentativo di risarcire le vittime, si cercò di stabilire la provenienza dei reperti archeologici recuperati, i quali avrebbero potuto appartenere a collezioni private, musei o gallerie d'arte.

### La celebrità: il furto inglese

#### Il fatto
Rinino balza agli onori delle cronache internazionali, diventando uno dei ladri più famosi del mondo, allorché, il 26 febbraio del 1994, riesce ad entrare nell'appartamento privato (nella villa di St. James's Palace a Londra) di Carlo, principe di Galles per rubare. Il bottino risulta costituito da gioielli privati e alcuni gioielli della corona: sei bottoni, un orologio da polso in acciaio, due scatole in argento (una delle quali conteneva i tappi per le orecchie), cinque spille e cinque coppie di gemelli (il valore vero non è mai stato accertato, ma le stime vanno dai 25.000 ai 75.000 euro).
Secondo le notizie dell'epoca, non ben chiara la presenza di famosi gemelli di Fabergè, ma anche compromettente corrispondenza tra il principe Carlo e l'amica del cuore Camilla Parker-Bowles, che avrebbe in seguito sposato. Quando entra nel lussuoso appartamento, il ladro non sa che il proprietario sia il Principe Carlo e nemmeno che al suo interno si possono trovare ricchezze senza uguali; sa solo che con quelle impalcature esterne scalarne le mura è troppo facile per un ladro esperto come lui, perché i sistemi d'allarme sono stati disattivati dopo che un deltaplano atterra nella residenza della regina Elisabetta.
E così è: tanto che poche ore dopo l'incursione, Rinino si reca in tutta tranquillità da un gioielliere di Londra, Geoffrey Mann, e rivende parte della refurtiva per 450 sterline (circa 750 euro). Solo due giorni dopo, quando la polizia britannica diffonde i dettagli dei preziosi sottratti al principe, il gioielliere si rivolge a Scotland Yard. Il racconto e la descrizione è di: «un uomo tarchiato, non molto alto, con scarsa conoscenza dell'inglese, probabilmente italiano» spostano così le indagini sulla pista di un ladro straniero. Rinino diventa il ricercato numero 1 della polizia inglese, la quale pure offre una ricompensa di 10.000 sterline a chi contribuisca a catturarlo. Si attivano persino i servizi segreti del MI5, ma senza successo. Ci vogliono però ancora tre anni prima che emerga il nome di Rinino.

#### La rivelazione
Le cronache del 1997 riportano la notizia che un ladruncolo savonese, Renato Rinino, sedicente "nuovo Arsenio Lupin, un ladro, ma gentiluomo", professionista del furto, più di una condanna per reati contro il patrimonio, pretende di essere l'autore del furto in St. James. Sulle TV Telenord e Telecupole, Rinino racconta l'episodio e che sarebbe disposto a consegnare il maltolto in cambio di una stretta di mano del principe, senza pretendere soldi. Prudenti le reazioni da Londra, anche perché c'è una contraddizione sui famosi gemelli di Fabergè ed il timore che tutto possa essere frutto della fantasia di un uomo cresciuto ai margini della società e, quindi, in cerca di notorietà.
Vi sono però le garanzie del difensore di Rinino, l'avvocato Alessandro Garassini, esponente del PPI, allora presidente della Provincia di Savona alla guida di una giunta di centro-sinistra, che assicura di avere già avuto contatti con la diplomazia britannica per ottenere dal principe Carlo un via libera all'incontro. Tutto è in mano all'ambasciata di Gran Bretagna a Roma. Garassini giura che Rinino fa sul serio anche se, pur ammettendo di aver visto parte della refurtiva, afferma di non sapere dove sia nascosta. Inoltre chiede di sfruttare commercialmente la vicenda attraverso la vendita a TV e giornali della "cerimonia" della restituzione.
Rinino frequenta i locali notturni indossando una maglietta con un disegno: se stesso in mezzo alla famiglia reale inglese. Il criminale infine si toglie pure la soddisfazione di farla franca, in quanto non è più punibile perché dopo tre anni non si può perseguire un reato commesso all'estero.

#### Ritorno in possesso della refurtiva
Rinino torna sui giornali nel febbraio 2000, quando si diffonde la notizia che è tornato ieri in possesso del suo "tesoro" che per quattro anni è rimasto negli archivi dell'ufficio corpi di reato del palazzo di giustizia di Savona: orologi, spille, statuine, binocoli, orecchini, penne, bracciali, sequestrati dalla polizia nell'abitazione di Renato Rinino durante una perquisizione in cerca dei pezzi trafugati nella residenza londinese dei Windsor.
Per alcuni oggetti la polizia ha rintracciato successivamente i legittimi proprietari, per altri invece non è stata appurata la provenienza furtiva e per questo gli sono stati riconsegnati. Renato Rinino però afferma che sono oggetti regalati da "alcuni amici anni fa, estranei ai suoi furti di Londra o di Savona, che gli appartengono". Ancora nel febbraio 2000, Renato Rinino è ospite della trasmissione di Rai 3 Cominciamo bene condotta da Toni Garrani e Manuela Di Centa.
Nell'aprile 2000, viene sequestrata dai vigili urbani la sua moto, con cui ha investito una donna in una via di Savona. Dagli accertamenti è risultato che Rinino guidava la moto senza aver mai conseguito la patente di guida. I vigili urbani gli notificano anche una contravvenzione di quattro milioni. Le cronache del tempo inoltre riferiscono che l'uomo, appena scarcerato nel luglio precedente per un altro reato, nel successivo ottobre 2000 sarà processato per il furto compiuto a Londra. Due mesi prima ha infatti rifiutato di patteggiare la pena, preferendo il rinvio a giudizio. In quel momento infine Renato Rinino, che nel frattempo ha trovato un lavoro in un bar nella zona del porto di Savona, scrive un libro sulla storia della sua vita.

#### La riconsegna del maltolto e il proscioglimento
La vicenda del furto inglese si conclude. Dapprima Rinino chiede di incontrare di persona Carlo i figli, William e Henry, per restituire loro il bottino; poi – dopo aver svelato alla polizia dove trovare i gioielli, che aveva nascosto in cucina in un sacchetto di plastica – scrive al principe una lettera di scuse, che l'erede al trono accetta immediatamente di buon grado, anche perché era tornato in possesso dei gemelli (tra cui un paio di Fabergé appartenuti allo zar Nicola II), delle spille d'oro, degli orologi e delle scatole d'argento rubati. I tabloid britannici scrivono ancora che tra la refurtiva ci sono anche alcune lettere d'amore di Camilla Parker-Bowles, oggi moglie del principe, allora sua amante, ma Rinino negherà sempre.
Nel 2001 viene prosciolto dal giudice di Genova per «improcedibilità dell'azione penale»: la richiesta di rinvio a giudizio, infatti, non venne formalizzata in tempo. Tale è stata la decisione della terza sezione penale della Corte d'Appello di Genova (presidente Noli e giudici consiglieri Pastorino e Cappello); accogliendo la tesi difensiva proposta dall'avvocato Paolo Costa ha confermato la sentenza di primo grado, non doversi procedere nei confronti di Rinino per mancanza di procedibilità.

### Il ritorno alla piccola criminalità
Dopo il proscioglimento Rinino torna a vivere a Savona, dove aveva continuato a fare furti. Ironia della sorte: nell'ottobre 2001 i ladri gli svaligiano la casa, un alloggio al piano terra di via Sant'Antonio. Nel 2003 girano voci sulle sue attività delinquenziali. Pare che il "Lupin della Riviera" abbia avuto a che fare con qualche potente spacciatore di droga e che stia per aprire un locale in Darsena, dove viene visto litigare con una prostituta africana.
Ha l'obbligo di domicilio e di firma a Savona, ma una sera viene pescato da un carabiniere e un poliziotto in un ristorante di Cogoleto senza avere pagato: processato per direttissima, viene condannato a 8 mesi di reclusione per inottemperanza agli obblighi di dimora, notificati appena 24 ore prima. Prosegue nella bella vita. Si fa vedere allo stadio, alla partita del Savona, accanto a Christian Panucci. Va a cena con gli amici, anche con professionisti, commercianti, medici e ristoratori. All'ultima convocazione per processo per direttissima a Genova, grazie alla sua parlantina sciolta fa sbellicare poliziotti, avvocati e detenuti che aspettano l'udienza.

### La morte
La mattina del 12 ottobre del 2003, Agostino "Yuri" Scalise, pizzaiolo savonese di 30 anni, uccide per gelosia con un colpo di pistola alla tempia l'amico Renato Rinino, agendo sotto l'effetto di un mix di cocaina, hashish e sostanze alcoliche. Secondo le successive perizie l'omicida è perfettamente in grado di intendere e di volere. Scalise da tempo vuole farla pagare al suo vicino di casa Renato Rinino, che lo tormenta dicendo in giro di avere avuto rapporti con la moglie.
La dinamica del gesto efferato: qualche minuto prima delle 9:10 tre uomini scendono da un'auto di grossa cilindrata, una BMW. Il killer suona alla porta della casa dove Renato Rinino viveva con l'anziana madre e il fratello Paolo, con quest'ultimo che apre. Scalise dapprima lo ferisce al braccio e al torace con una semiautomatica 6,35 modificata (colpito da una pallottola al petto e una a un gomito, cade sanguinante), poi va nella camera dove dorme Renato Rinino e dopo un breve scambio di battute gli spara un colpo alla testa. L'anziana mamma, Anna, chiama i soccorsi; in realtà Renè non è ancora defunto: respira ancora, ma cerebralmente appare morto. Viene trasportato all'ospedale Santa Corona di Pietra Ligure, dove spira verso mezzogiorno.
Il fratello invece finisce al San Paolo di Savona e se la cava con un prognosi di venti giorni. Scalise verrà catturato a Coimbra, alcuni giorni dopo, il 30 ottobre 2003, al termine di una fuga rocambolesca che lo conduce dapprima a Desenzano (dove viene ritrovata la BMW della fuga), poi in Portogallo, dove voleva imbarcarsi in un volo diretto verso il Brasile.

### L'eredità
Duemila persone affollano la mattina del 19 ottobre 2003, la parrocchia della Santissima Trinità di via Chiavella per dare l'ultimo saluto a Renato Rinino. Fu una sentita partecipazione, a conferma di come l'Arsenio Lupin savonese godesse, nonostante tutto, della stima di buona parte dei suoi concittadini. Di Rinino non restano che le sue memorie, che si stava preparando a scrivere, e il cane, che portava a spasso sullo scooter o sulla Harley Davidson, da lui ribattezzato Jigen come il braccio destro di Arsenio Lupin III.